# 山本奈津子
山本 奈津子（やまもと なつこ、1965年1月31日 - ）は、日本の女優、タレント、実業家。千葉県出身。

## 略歴
小学生時代にはバスケットボールで全国大会出場、中学生時代にはコーラスでNHK全国学校音楽コンクールに出場したことがある。
上野学園高等学校音楽科卒業。高校生時代はミュージカルで活動していた。高校2年から、児童劇団に所属。
高校卒業後、18歳で日活ロマンポルノデビュー。1983年6月公開の『セーラー服 百合族』（小田かおるの映画デビュー作でもある）から、1984年7月公開の『OL百合族19歳』まで、約1年の間ににっかつ映画8作品に出演し、看板女優の1人として活躍した。
1984年には、フォーライフからアルバム『19/20』で歌手デビューした。
1988年、結婚して、女優を引退。その後、離婚を経て、アロマテラピーのサロンを主宰。
2005年に女優に復帰し、映画『神の左手悪魔の右手』に出演した。

## 出演

### 映画
- セーラー服 百合族（1983年、日活、監督：那須博之）- 美和子 役
- セーラー服 百合族2（1983年、日活、監督：那須博之）- 美和子 役
- 美少女プロレス 失神10秒前（1984年、日活、監督：那須博之)
- 宇能鴻一郎の濡れて打つ（1984年、日活、監督：金子修介）- ひろみ 役
- 夕ぐれ族（1984年、日活）
- 不純な関係（1984年、日活）
- ロリータ妻・微熱（1984年、日活）
- OL百合族19歳（1984年、日活、監督：金子修介）- 石原美和子 役
- 大奥十八景(1986年、東映、監督：鈴木則文) - おみの 役
- 春らんまん結婚記 (1987年、東映、監督：内藤誠)※人権啓発映画
- メイク・アップ(1987年、ニュー・センチュリー・プロデューサーズ、監督：中原俊) - ララ 役
- 花園の迷宮（1988年、東映、監督：伊藤俊也）
- 希望の党☆（2005年、総務省・明るい選挙推進協会 監督：金子修介）- 妻 役
- 神の左手 悪魔の右手（2006年、「神の左手悪魔の右手」製作委員会（東芝エンタテインメント/松竹/衛星劇場/パノラマ・コミュニケーションズ/アルチンボルド）、監督：金子修介）- 山辺カオル 役
- 絶対やせる　電エース　宇宙大怪獣ギララ登場！／宇宙怪獣小進撃！(2007年、松竹、監督：河崎実)

### テレビドラマ
- 少年刑務所-母と子の遠い道程（1982年、YTV、斉藤厚子名義）
- 毎度おさわがせします（1985年、TBS）
- 許せない結婚（1985年、TBS金曜ドラマ）- 典子 役
- 火曜サスペンス劇場・わが娘が消えた夜（1985年7月30日）
- 銀河テレビ小説・ひとりごとの時代（1985年、NHK総合）
- あぶない刑事 第15話（1987年、日本テレビ） - 奥村春美 役
- まんが道（1987年、NHK、斉藤厚子名義）
- ウルトラマンマックス 第1話「ウルトラマンマックス誕生!」（2005年、CBC、監督：金子修介） - 翔太の母 役

## ディスコグラフィ

### アルバム
| 発売日                 | 規格                   | 規格品番               | アルバム |
| フォーライフ・レコード | フォーライフ・レコード | フォーライフ・レコード | フォーライフ・レコード |
| ---------------------- | ---------------------- | ---------------------- | --- |
| 1984年11月5日          | LP                     | 28K-79                 | 19/20 Side:A 1. プライド 2. 踊らせて 3. 八月の不安 4. 涙の予定 5. DAY DREAM Side:B 1. くちびるスキャンダル 2. 避暑地の午後 3. ふられた気持ち 4. 情熱は小休止(おやすみ) 5. ピリオド |
| 2013年1月23日          | CD-R                   | MEGFL-3006             | 19/20 Side:A 1. プライド 2. 踊らせて 3. 八月の不安 4. 涙の予定 5. DAY DREAM Side:B 1. くちびるスキャンダル 2. 避暑地の午後 3. ふられた気持ち 4. 情熱は小休止(おやすみ) 5. ピリオド |

## 書籍

### 写真集
- ともだち探し（1984年、小学館）
- 別冊スコラ（1985年、スコラ）
- 激写文庫 いさ子の夏 奈津子の冬（1986年、小学館）鷲尾いさ子とのオムニバス
- まぼろし探し・・・奈津子1984（2003年、竹書房）復刻作品

## イメージビデオ
- SEXY VACANCE（1984年、現映社）